# Mexicoiulus dampfi
Mexicoiulus dampfi är en mångfotingart som beskrevs av Karl Wilhelm Verhoeff 1926. Mexicoiulus dampfi ingår i släktet Mexicoiulus och familjen Parajulidae. Inga underarter finns listade i Catalogue of Life.